# Bunaka gyrinoides
Bunaka gyrinoides е вид лъчеперка от семейство Eleotridae, единствен представител на род Bunaka.

## Разпространение
Видът е разпространен в Австралия (Куинсланд), Бруней, Вануату, Източен Тимор, Индия (Андхра Прадеш, Керала и Ориса), Индонезия, Малайзия, Микронезия, Нова Каледония, Палау, Папуа Нова Гвинея, Провинции в КНР, Сингапур, Соломонови острови, Тайван, Тайланд, Фиджи, Филипини, Хонконг и Шри Ланка.